# Super Rugby
Super Rugby is de grootste rugbyunioncompetitie op het zuidelijke halfrond. Super Rugby is de nieuwe naam van de Super 14 en de vroegere Super 12. Sinds het seizoen 2011 is de Super 14 uitgebreid naar 15 teams. De competitie omvat teams uit Australië, Nieuw-Zeeland, Japan, Argentinië en Zuid-Afrika. De overkoepelende organisatie van deze competitie is de SANZAAR.

## Teams
| Land          | Team             | Stad/gebied                            | Stadion/s (Capaciteit)                                                            |
| ------------- | ---------------- | -------------------------------------- | --------------------------------------------------------------------------------- |
| Australië     | Brumbies         | Australisch Hoofdstedelijk Territorium | Canberra Stadium (25,011)                                                         |
| Australië     | Waratahs         | New South Wales                        | Stadium Australia (83,500) Sydney Football Stadium (45,500)                       |
| Australië     | Reds             | Queensland                             | Ballymore Stadium (24,000) Suncorp Stadium (52,500)                               |
| Australië     | Force            | West-Australië                         | nib Stadium (20,500)                                                              |
| Australië     | Rebels           | Victoria                               | AAMI Park (30,050)                                                                |
| Nieuw-Zeeland | Blues            | Auckland, North Harbour en Northland.  | Eden Park (47,500) North Harbour Stadium (25,000)                                 |
| Nieuw-Zeeland | Chiefs           | Centraal- en- Oost-Noordereiland       | Baypark Stadium (19,800) Waikato Stadium (25,800)                                 |
| Nieuw-Zeeland | Crusaders        | Noord- en- Centraal-Zuidereiland       | AMI Stadium (38,628)                                                              |
| Nieuw-Zeeland | Highlanders      | Zuid-Zuidereiland                      | Carisbrook (29,000) Queenstown Events Centre (19,000) Rugby Park Stadium (17,000) |
| Nieuw-Zeeland | Hurricanes       | Zuid- en- Zuidwest-Noordereiland       | FMG Stadium (18,000) Westpac Stadium (34,500)                                     |
| Zuid-Afrika   | Bulls            | Pretoria                               | Loftus Versfeld (51,762)                                                          |
| Zuid-Afrika   | Central Cheetahs | Bloemfontein                           | Free State Stadium (48,000) GWK Park (18,000)                                     |
| Zuid-Afrika   | Lions            | Johannesburg                           | Ellis Park Stadium (62,567)                                                       |
| Zuid-Afrika   | Sharks           | Durban                                 | ABSA Stadium (55,000)                                                             |
| Zuid-Afrika   | Stormers         | Kaapstad                               | Newlands Stadium (51,900)                                                         |
| Argentinië    | Jaguares         | Buenos Aires                           | Estadio José Amalfitani (49,540)                                                  |
| Japan         | Sunwolves        | Tokio                                  | Chichibunomiya Rugby Stadium (27,188) Singapore Sports Hub (13,000)               |